# Rugby Football Union
A Rugby Football Union (RFU) é, atualmente,  a entidade reguladora do rugby na Inglaterra. Foi fundada por 21 clubes em 26 de janeiro de 1871 que romperam com a Football Association, é a federação de rugby mais antiga do mundo.
Até 1890, antes da criação da International Rugby Football Board (IRFB), a RFU era a entidade máxima do esporte. A sua sede é localizada nos arredores do Twickenham Stadium no subúrbio de Londres.